# Neptis formosanus
Neptis formosanus är en fjärilsart som beskrevs av Jinhaku Sonan 1930. Neptis formosanus ingår i släktet Neptis och familjen praktfjärilar. Inga underarter finns listade i Catalogue of Life.